# Сбежавшая работа (телесериал)
«Сбежа́вшая рабо́та» (англ. Outsourced) — комедийный телевизионный сериал канала NBC, транслировавшийся с 23 сентября 2010 года по 12 мая 2011 года. Основан на фильме «Сбежавшая работа» 2006 года.
22 июня 2011 года телеканал NBC сделал анонс о том, что сериал не будет продолжен в следующем телевизионном сезоне.

## Сюжет
Место действия сериала — город Мумбаи в Индии, куда был перемещён колл-центр американской компании, торгующей забавными вещицами. Американец Тодд Дэмпси (Бен Раппапорт), управляющий колл-центром, был вынужден переехать в Индию, где он объясняет американскую культуру своим индийским работникам и сам пытается воспринять индийские культурные традиции.

## В ролях

### Основной состав
- Бен Раппапорт — Тодд Дэмпси
- Ризван Манджи[англ.] — Раджив Гидвани
- Саша Дхаван — Мэнмит
- Ребекка Хэзлвуд — Аша
- Парвеш Чина — Гупта
- Аниша Нагараджан — Мадури
- Дидрих Бадер — Чарли Дэвис
- Пиппа Блэк — Тоня

### Второстепенный состав
- Гуру Сингх — Аджит
- Тушари Джаясекера — Пинки
- Мэтт Уолш — Джерри Стерн
- Норин ДеВулф — Вими
- Сатия Джесудассон — Сантош

## Эпизоды
| № сезона | Название                                                                | Режиссёр         | Автор сценария                                       | Дата премьеры    | Зрители США (млн) |
| -------- | ----------------------------------------------------------------------- | ---------------- | ---------------------------------------------------- | ---------------- | ----------------- |
| 1        | «Pilot» «Пилот»                                                         | Кен Куопис       | Джордж Уинг и Джон Джеффкоут                         | 23 сентября 2010 | 7,44              |
| 2        | «The Measure of a Manmeet» «Успех Мэнмита»                              | Виктор Нелли мл. | Пол A. Каплан и Марк Тогров                          | 30 сентября 2010 | 5,85              |
| 3        | «Party of Five» «Ужин впятером»                                         | Гэйл Манкусо     | Роберт Борден                                        | 7 октября 2010   | 5,22              |
| 4        | «Jolly Vindaloo Day» «Веселого Дня Виндалу»                             | Виктор Нелли мл. | Линда Видетти Фигуиредо                              | 14 октября 2010  | 5,40              |
| 5        | «Touched by an Anglo» «Прикосновения американца»                        | Кен Куопис       | Майкл Пенни                                          | 21 октября 2010  | 4,95              |
| 6        | «Bolloween» «Боллоуин»                                                  | Майкл Лехманн    | Сонни Ли и Патрик Уолш                               | 28 октября 2010  | 5,94              |
| 7        | «Truly, Madly, Pradeeply» «Искренно, безумно, прадип-чаянно»            | Виктор Нелли мл. | Майкл Лофтус                                         | 4 ноября 2010    | 5,74              |
| 8        | «Home for the Diwalidays» «Праздник Дивали»                             | Линда Мендоза    | Вера Сантамария                                      | 11 ноября 2011   | 5,48              |
| 9        | «Temporary Monsanity» «Временное муссонопомешательство»                 | Реджи Худлин     | Лора Гатин                                           | 18 ноября 2010   | 5,43              |
| 10       | «Homesick to My Stomach» «Ностальгия до тошноты»                        | Джон Патч        | Дэвид Гросс и Грег Лисбе                             | 2 декабря 2010   | 5,32              |
| 11       | «A Sitar is Born» «Рождение звезды»                                     | Джон Скотт       | Гитика Лизарди                                       | 20 января 2011   | 3,95              |
| 12       | «Sari, Charlie» «Прости, Чарли»                                         | Виктор Нелли мл. | Лув Рахэ                                             | 27 января 2011   | 4,13              |
| 13       | «Training Day» «День тренингов»                                         | Виктор Нелли мл. | Пит Холмс                                            | 3 февраля 2011   | 3,74              |
| 14       | «The Todd Couple» «Странная парочка»                                    | Реджи Худлин     | Амит Балла                                           | 10 февраля 2011  | 3,61              |
| 15       | «Guess Who's Coming to Delhi» «Угадай, кто едет в Дели»                 | Мэтт Шакман      | Терри Малрой                                         | 17 февраля 2011  | 3,20              |
| 16       | «Take This Punjab and Shove It» «К чёрту этот Пенджаб»                  | Денни Гордон     | Роберт Борден                                        | 24 февраля 2011  | 3,27              |
| 17       | «Todd's Holi War» «Священная война Тодда»                               | Виктор Нелли мл. | Майкл Пенни                                          | 17 марта 2011    | 3,59              |
| 18       | «Gupta's Hit & Manmeet's Missus» «Пощечина Гупте и подруга Мэнмита»     | Трой Миллер      | Марк Тогров и Пол A. Каплан                          | 24 марта 2011    | 3,61              |
| 19       | «Charlie Curries a Favor From Todd» «Одолжение для Чарли»               | Кевин Даулинг    | Линда Видетти Фигуиредо                              | 7 апреля 2011    | 2,91              |
| 20       | «Mama Sutra» «Мама Сутра»                                               | Алекс Хардкасл   | Патрик Уолш и Сонни Ли                               | 14 апреля 2011   | 3,50              |
| 21       | «Rajiv Ties the Baraat (Part 1)» «Свадебное шествие Раджива (Часть I)»  | Виктор Нелли мл. | Майкл Лофтус                                         | 5 мая 2011       | 3,14              |
| 22       | «Rajiv Ties the Baraat (Part 2)» «Свадебное шествие Раджива (Часть II)» | Виктор Нелли мл. | История: Чарли Хорнсби Телесценарий: Вера Сантамария | 12 мая 2011      | 2,99              |

## Награды и номинации
| Год  | Получатель             | Награда                                     | Результат |
| ---- | ---------------------- | ------------------------------------------- | --------- |
| 2011 | People’s Choice Awards | Любимая новая ТВ-комедия                    | Номинация |
| 2011 | NAMIC Vision Awards    | Лучшая актриса - Комедия (Аниша Нагараджан) | Номинация |
| 2011 | NAMIC Vision Awards    | Комедия                                     | Номинация |